# Патриша О'Брайън
Патриша О'Брайън (на английски: Patricia O'Brien) е американска журналистка и писателка на произведения в жанра исторически любовен роман, романтичен трилър и документалистика. Пише и под псевдонима Кейт Алкот (на английски: Kate Alcott).

## Биография и творчество
Патриша О'Брайън е родена през 1936 г. в САЩ. Завършва журналистика в Университета на Орегон през 1966 г. След дипломирането си работи като репортер в South Bend Tribune в Саут Бенд, Индиана. През 1970 г. започва работа за Chicago Sun-Times в Чикаго, първо като репортер, след това като колумнист и редактор. През 1973 г. става сътрудник на Фондацията за журналистика „Ниман“ в Харвардския университет. В периода 1976 – 1987 г. е кореспондент и колумнист за вестник Knight-Ridder във Вашингтон, където отразява политиката на Белия дом на Роналд Рейгън, Конгреса и националните политически кампании на Гари Харт и Джералдин Фераро през 1984 г. От журналистиката се прехвърля към политиката, ставайки прессекретар на губернатора Майкъл Дукакис, когато той се кандидатира за президент през 1987 г. През 1988 г. тя получава стипендия на Форума на свободата в Колумбийския университет. През 1989 г. преподава курс по журналистическа етика Факултета по журналистика към Университета на Мериленд. Преподавала е и в във факултета по журналистика на Северозападния университет.
Заедно с работа си пише документални книги. Първата ѝ книга The Woman Alone е издадена през 1974 г. После се насочва към художествената литература. Първият ѝ роман The Candidate's Wife (Съпругата на кандидата) е издаден през 1992 г.
През 2012 г. е издаден романът ѝ „Шивачката“ под псевдонима на Кейт Алкот. Той е история за съдбите на две жени, оцелели при потъването на „Титаник“ – лейди Дъф-Гордън, съперничка на Коко Шанел, и талантливата млада англичанка Тес Колинс, която иска да промени живота си, но след катастрофата трябва да вземе решаващ избор. Романът представя атмосферата на от началото на ХХ век смесвайки действителни (Айседора Дънкан, Мери Пикфорд, Джон Джейкъб Астор) и въображаеми герои, документи и измислица. Романът става бестселър в списъка на „Ню Йорк Таймс“ и я прави известна.
Патриша О'Брайън живее със семейството си във Вашингтон.

## Произведения

### Като Патриша О'Брайън

#### Самостоятелни романи
- The Candidate's Wife (1992)[1][2][3]
- The Ladies' Lunch (1994)
- Good Intentions (1997)
- The Glory Cloak : A Novel of Louisa May Alcott and Clara Barton (2004)
- Harriet and Isabella (2008) – за Хариет Бичър Стоу

#### Документалистика
- The Woman Alone (1974)[2]
- Staying Together: Marriages That Work (1977)
- I Know Just What You Mean – The Power of Friendship In Women's Lives (2000) – с Елън Гудман

### Като Кейт Алкот
- The Dressmaker (2012)[1][2]
Шивачката, изд.: ИК „Обсидиан“, София (2012), прев. Красимира Абаджиева
- The Daring Ladies of Lowell (2014)
- A Touch of Stardust (2015) – за Кларк Гейбъл и Карол Ломбард
Близо до звездите, изд.: ИК „Обсидиан“, София (2015), прев. Надя Баева
- The Hollywood Daughter (2017)